# Julius Victor Berger
Julius Victor Berger, né le 20 juillet 1850 à Neutitschein, Mähren et mort le 17 novembre 1902 à Vienne, est un peintre autrichien connu principalement pour ses peintures de genre et ses portraits.

## Biographie
Julius Berger est le fils d'Ignaz Johann Berger (de), aussi peintre. Il entre à l'Académie des Beaux-Arts de Vienne à l'âge de 14 ans. En 1874, il obtient une bourse de trois ans pour étudier l'art à Rome.
De retour à Vienne, il partage brièvement un appartement avec son collègue peintre Emil Jakob Schindler et son épouse Anna Sofie. Pendant que Schindler voyage, Berger entame une liaison avec Anna. Il est presque certainement le père de Margarethe Julie Schindler (née le 16 août 1880), demi-sœur d'Alma Maria Schindler.
Berger devient professeur de peinture décorative à l'Université des arts appliqués de Vienne en 1881, puis en 1887 professeur à l'Académie des Beaux-Arts. Il compte parmi ses amis le peintre d'histoire Hans Makart.
L'œuvre la plus reconnue de Berger est la peinture du plafond du hall XIX du Musée d'Histoire de l'art de Vienne.
Sa tombe se trouve au Cimetière central de Vienne, Groupe 14A, Numéro 8.

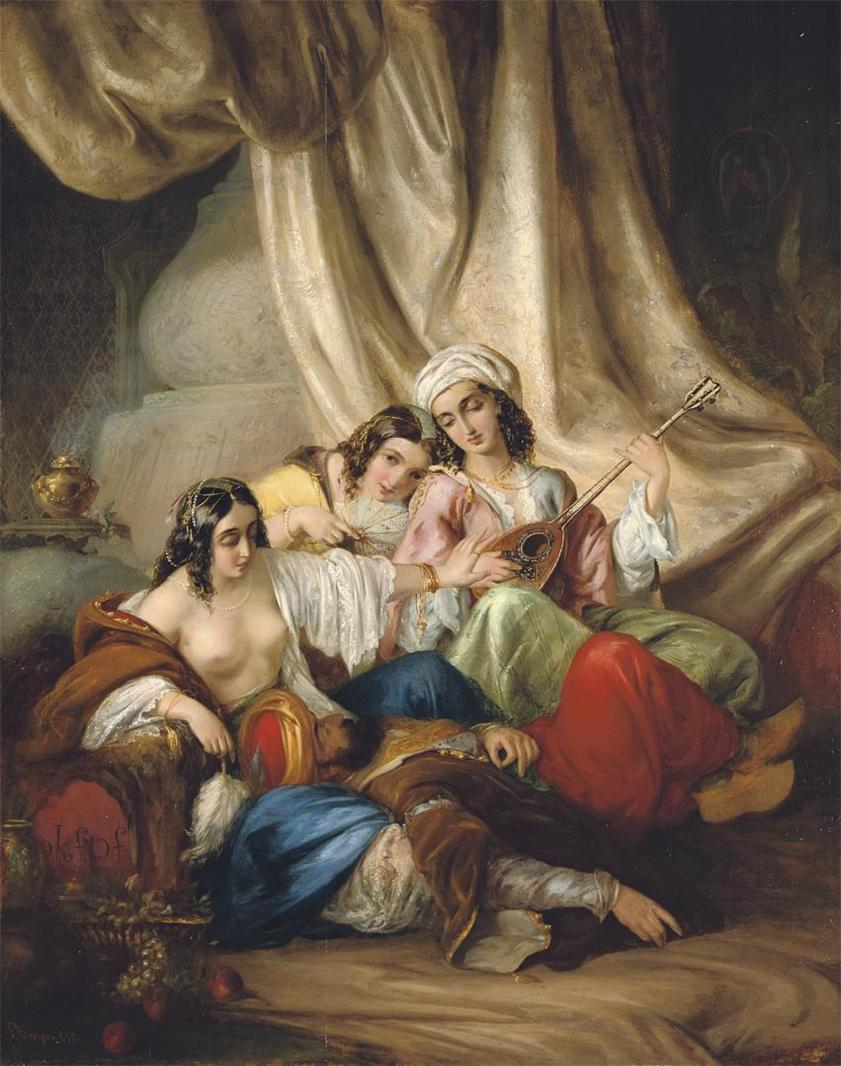
Musikzauber.
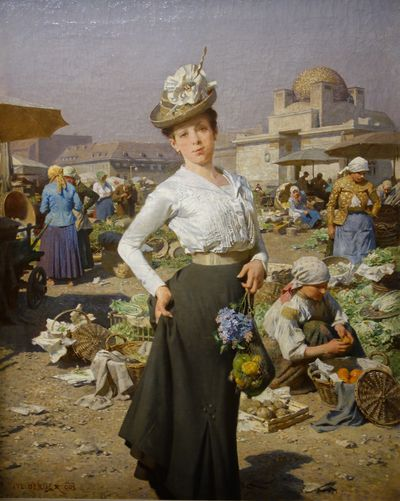
Junge Dame am Naschmarkt, 1901.
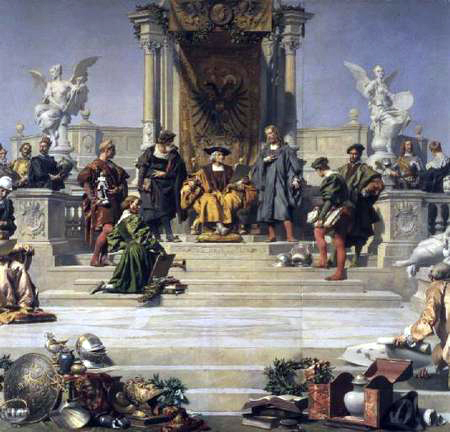
Patronnage des Arts à la Maison de Habsbourg.
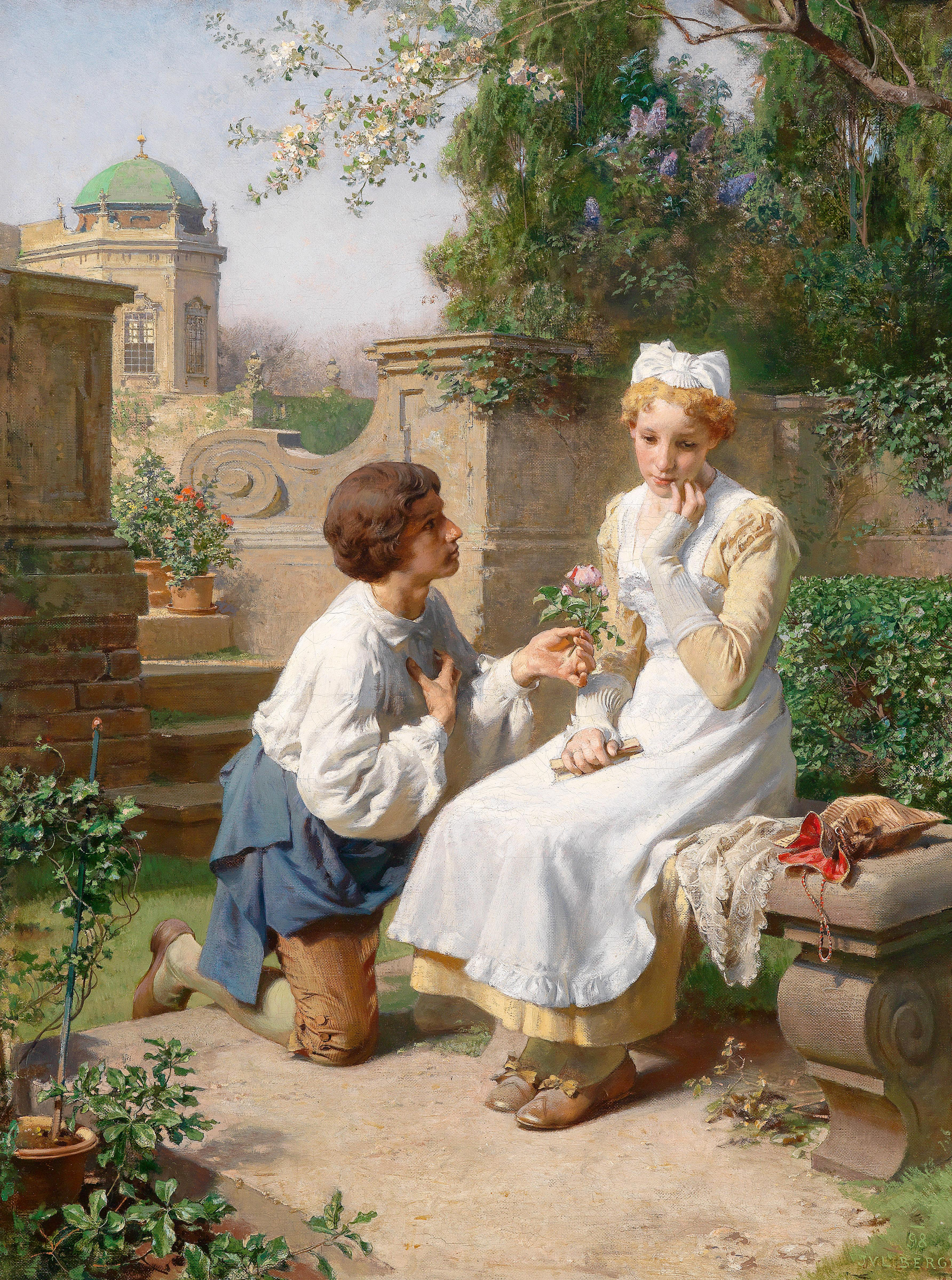
Romantische Szene im Garten des Belvedere.
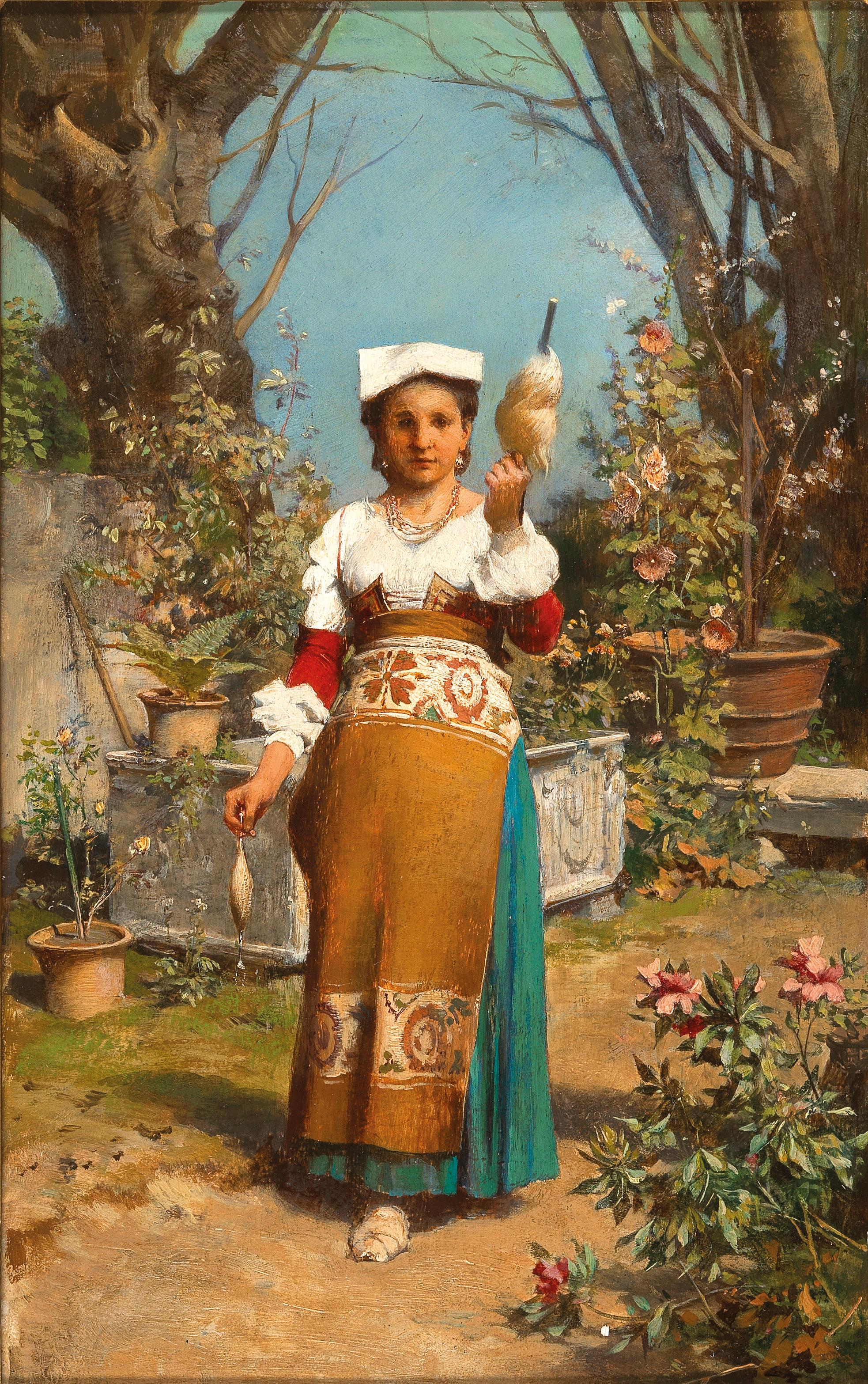
Italienisches Mädchen mit Spinnrocken.
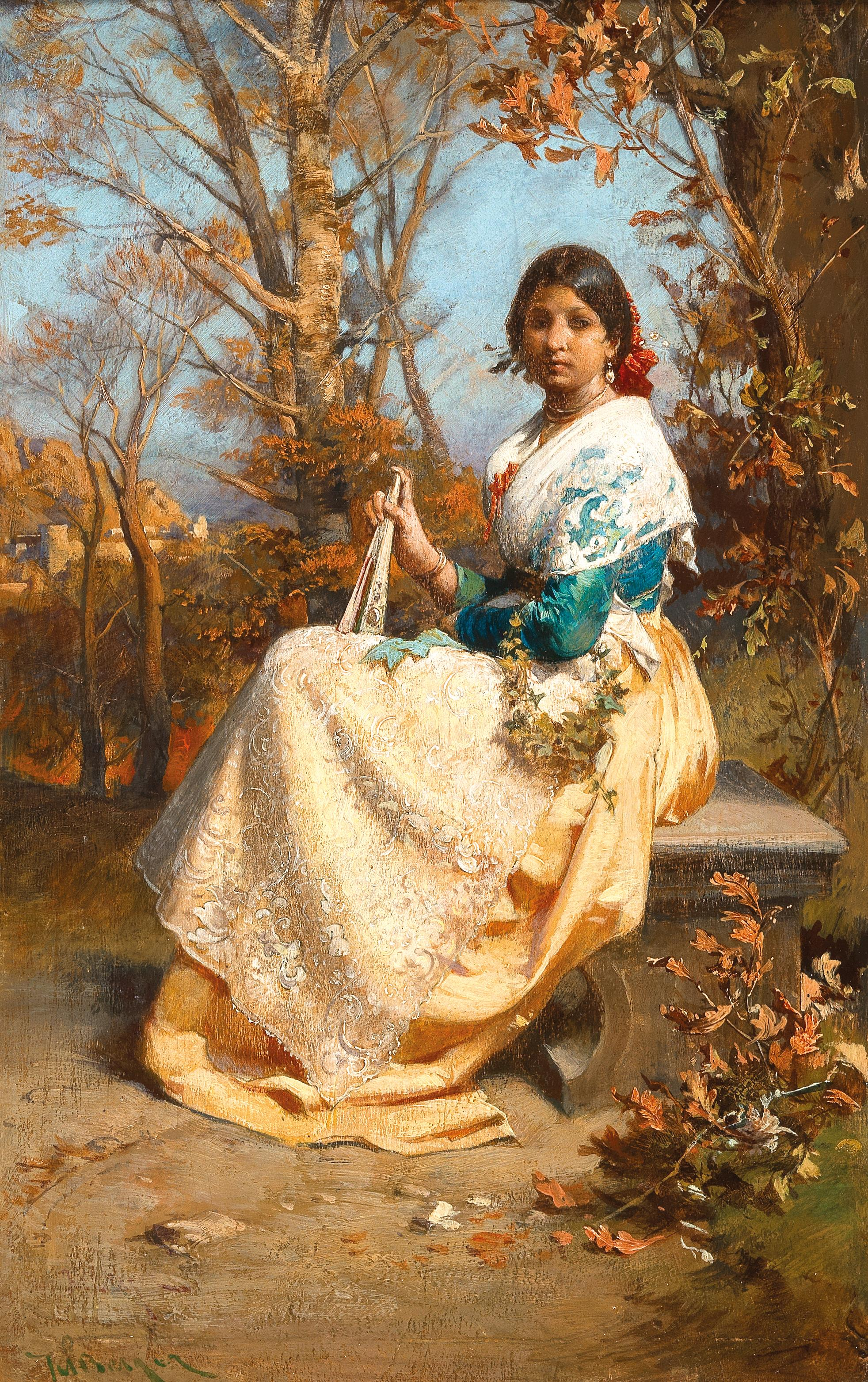
Spanisches Mädchen mit Fächer auf einer Parkbank.